# زبان بدیشی
بدیشی یک زبان هندوایرانی تقریباً منقرض شده است که در پاکستان صحبت می شود. در سال ۲۰۱۴، "زبان‌های جهانی اثنولوگ" بیان کرد که بادیشی حداقل برای سه نسل صحبت نشده است. اما در سال ۲۰۱۸، بی‌بی‌سی سه مرد را پیدا کرد که هنوز می‌توانستند به این زبان صحبت کنند. 
محمدزمان ساگر، یک زبانشناس میدانی مرتبط با انجمن برای زبان ابتکار، روی این زبان کار کرده است. اما در نتیجه تحقیقات خود در طول دو سال، تنها حدود صد کلمه را جمع‌آوری کرد.  در جولای ۲۰۰۷ او دوباره از دره بیشیگرام بازدید کرد و چند روز را با مردم آنجا گذراند. تلاش هایی برای حفظ سابقه‌ای از این زبان توسط زبیر ترولی زبانشناس وجود دارد. 
در سال ۲۰۱۸، خبرنگاران بی‌بی‌سی در دره بیشیگرام در شمال پاکستان سه پیرمرد (سعیدگل، علی شیر و رحیم‌گل) را پیدا کردند که هنوز می‌توانستند به بادیشی صحبت کنند.  آنها گفتند که زبان تورالی گوی سبقت را از زبان بادیشی در روستایشان ربوده است. این مردان همچنین در مناطق توریستی در دره سوات که پشتو صحبت می کردند، کار کرده بودند. برخی از عبارات بادیشی عبارت بودند از:
- Meen naao Rahim Gul thi - نام من رحیم‌گل است.
- Meen Badeshi jibe aasa - من بادیشی سخن می‌گویم.
- Theen haal khale thi? - حالت چطور است؟
- May grot khekti - خورده‌ام.
- Ishu kaale heem kam ikthi - امسال زیاد برف نباریده است.[۱]